# Clarafond-Arcine
Clarafond-Arcine är en kommun i departementet Haute-Savoie i regionen Auvergne-Rhône-Alpes i sydöstra Frankrike. Kommunen ligger i kantonen Frangy som tillhör arrondissementet Saint-Julien-en-Genevois. År 2022 hade Clarafond-Arcine 1 053 invånare.

## Befolkningsutveckling
Antalet invånare i kommunen Clarafond-Arcine
| Referens: INSEE |